# Anton Björsing
Anton Björsing, född 1983, är en svensk möbel- och produktformgivare.
Anton Björsing är utbildad inom möbeldesign vid bland annat Carl Malmsten Furniture Studies i Stockholm och Chelsea Collage of Art and Design i London]
Han har samarbetat med en rad svenska möbelproducenter som Gärsnäs, Karl Andersson och Söner, Mitab och Sagaform. Han har även internationella uppdragsgivare så som Fritz Hansen, Northern och Blomus.
Han fick Guldstolen 2024 för karmstolen "Vyn" som han ritade för restaurangen Vyn i samarbete med Gärsnäs.
Han har sedan 2024 sin designbyrå Anton Björsing Design Studio i Landskrona.